# Mikhail Postnikov
Mikhail Mikhailovich Postnikov (em russo:  Михаи́л Миха́йлович По́стников) (Shatura, 27 de outubro de 1927 — Moscou, 27 de maio de 2004) foi um matemático soviético.
Conhecido por seu trabalho com topologia algébrica e diferencial.
Nasceu em Shatura, próximo a Moscou. Obteve um doutorado na Universidade Estatal de Moscou, orientado por Lev Pontryagin.